# Список астероїдів (93001—93100)
| Назва                         | Тимчасове позначення | Дата відкриття  | Місце відкриття                           | Відкривач                |
| ----------------------------- | -------------------- | --------------- | ----------------------------------------- | ------------------------ |
| (93001) 2000 RD84             | 2000 RD84            | 2 вересня 2000  | Станція Андерсон-Меса                     | LONEOS                   |
| (93002) 2000 RN85             | 2000 RN85            | 2 вересня 2000  | Станція Андерсон-Меса                     | LONEOS                   |
| (93003) 2000 RY85             | 2000 RY85            | 2 вересня 2000  | Сокорро (Нью-Мексико)                     | LINEAR                   |
| (93004) 2000 RB86             | 2000 RB86            | 2 вересня 2000  | Сокорро (Нью-Мексико)                     | LINEAR                   |
| (93005) 2000 RG86             | 2000 RG86            | 2 вересня 2000  | Сокорро (Нью-Мексико)                     | LINEAR                   |
| (93006) 2000 RH86             | 2000 RH86            | 2 вересня 2000  | Сокорро (Нью-Мексико)                     | LINEAR                   |
| (93007) 2000 RN86             | 2000 RN86            | 2 вересня 2000  | Станція Андерсон-Меса                     | LONEOS                   |
| (93008) 2000 RR86             | 2000 RR86            | 2 вересня 2000  | Станція Андерсон-Меса                     | LONEOS                   |
| (93009) 2000 RA87             | 2000 RA87            | 2 вересня 2000  | Станція Андерсон-Меса                     | LONEOS                   |
| (93010) 2000 RD87             | 2000 RD87            | 2 вересня 2000  | Станція Андерсон-Меса                     | LONEOS                   |
| (93011) 2000 RL87             | 2000 RL87            | 2 вересня 2000  | Станція Андерсон-Меса                     | LONEOS                   |
| (93012) 2000 RZ87             | 2000 RZ87            | 2 вересня 2000  | Станція Андерсон-Меса                     | LONEOS                   |
| (93013) 2000 RG89             | 2000 RG89            | 3 вересня 2000  | Сокорро (Нью-Мексико)                     | LINEAR                   |
| (93014) 2000 RY90             | 2000 RY90            | 3 вересня 2000  | Сокорро (Нью-Мексико)                     | LINEAR                   |
| (93015) 2000 RY91             | 2000 RY91            | 3 вересня 2000  | Сокорро (Нью-Мексико)                     | LINEAR                   |
| (93016) 2000 RA92             | 2000 RA92            | 3 вересня 2000  | Сокорро (Нью-Мексико)                     | LINEAR                   |
| (93017) 2000 RK92             | 2000 RK92            | 3 вересня 2000  | Сокорро (Нью-Мексико)                     | LINEAR                   |
| (93018) 2000 RT92             | 2000 RT92            | 3 вересня 2000  | Сокорро (Нью-Мексико)                     | LINEAR                   |
| (93019) 2000 RE94             | 2000 RE94            | 4 вересня 2000  | Станція Андерсон-Меса                     | LONEOS                   |
| (93020) 2000 RY94             | 2000 RY94            | 4 вересня 2000  | Станція Андерсон-Меса                     | LONEOS                   |
| (93021) 2000 RG95             | 2000 RG95            | 4 вересня 2000  | Станція Андерсон-Меса                     | LONEOS                   |
| (93022) 2000 RM95             | 2000 RM95            | 4 вересня 2000  | Станція Андерсон-Меса                     | LONEOS                   |
| (93023) 2000 RP95             | 2000 RP95            | 4 вересня 2000  | Станція Андерсон-Меса                     | LONEOS                   |
| (93024) 2000 RX95             | 2000 RX95            | 4 вересня 2000  | Станція Андерсон-Меса                     | LONEOS                   |
| (93025) 2000 RD96             | 2000 RD96            | 4 вересня 2000  | Станція Андерсон-Меса                     | LONEOS                   |
| (93026) 2000 RT96             | 2000 RT96            | 4 вересня 2000  | Обсерваторія Галеакала                    | NEAT                     |
| (93027) 2000 RA97             | 2000 RA97            | 5 вересня 2000  | Станція Андерсон-Меса                     | LONEOS                   |
| (93028) 2000 RF98             | 2000 RF98            | 5 вересня 2000  | Станція Андерсон-Меса                     | LONEOS                   |
| (93029) 2000 RU98             | 2000 RU98            | 5 вересня 2000  | Станція Андерсон-Меса                     | LONEOS                   |
| (93030) 2000 RC99             | 2000 RC99            | 5 вересня 2000  | Станція Андерсон-Меса                     | LONEOS                   |
| (93031) 2000 RH100            | 2000 RH100           | 5 вересня 2000  | Сокорро (Нью-Мексико)                     | LINEAR                   |
| (93032) 2000 RG101            | 2000 RG101           | 5 вересня 2000  | Станція Андерсон-Меса                     | LONEOS                   |
| (93033) 2000 RK102            | 2000 RK102           | 5 вересня 2000  | Станція Андерсон-Меса                     | LONEOS                   |
| (93034) 2000 RN102            | 2000 RN102           | 5 вересня 2000  | Станція Андерсон-Меса                     | LONEOS                   |
| (93035) 2000 RR103            | 2000 RR103           | 6 вересня 2000  | Сокорро (Нью-Мексико)                     | LINEAR                   |
| (93036) 2000 RW103            | 2000 RW103           | 6 вересня 2000  | Сокорро (Нью-Мексико)                     | LINEAR                   |
| (93037) 2000 RF104            | 2000 RF104           | 6 вересня 2000  | Сокорро (Нью-Мексико)                     | LINEAR                   |
| (93038) 2000 RL104            | 2000 RL104           | 6 вересня 2000  | Сокорро (Нью-Мексико)                     | LINEAR                   |
| (93039) 2000 RL106            | 2000 RL106           | 6 вересня 2000  | Сокорро (Нью-Мексико)                     | LINEAR                   |
| (93040) 2000 SG               | 2000 SG              | 18 вересня 2000 | Сокорро (Нью-Мексико)                     | LINEAR                   |
| (93041) 2000 SU2              | 2000 SU2             | 20 вересня 2000 | Обсерваторія Галеакала                    | NEAT                     |
| (93042) 2000 SD4              | 2000 SD4             | 21 вересня 2000 | Обсерваторія Галеакала                    | NEAT                     |
| (93043) 2000 SF4              | 2000 SF4             | 21 вересня 2000 | Обсерваторія Галеакала                    | NEAT                     |
| (93044) 2000 SE6              | 2000 SE6             | 20 вересня 2000 | Сокорро (Нью-Мексико)                     | LINEAR                   |
| (93045) 2000 SF6              | 2000 SF6             | 20 вересня 2000 | Сокорро (Нью-Мексико)                     | LINEAR                   |
| (93046) 2000 SM6              | 2000 SM6             | 20 вересня 2000 | Сокорро (Нью-Мексико)                     | LINEAR                   |
| (93047) 2000 ST6              | 2000 ST6             | 21 вересня 2000 | Сокорро (Нью-Мексико)                     | LINEAR                   |
| (93048) 2000 SB7              | 2000 SB7             | 22 вересня 2000 | Обсерваторія Ріді-Крик                    | Роберт МакНот            |
| (93049) 2000 SL8              | 2000 SL8             | 19 вересня 2000 | Обсерваторія Галеакала                    | NEAT                     |
| (93050) 2000 SM8              | 2000 SM8             | 19 вересня 2000 | Обсерваторія Галеакала                    | NEAT                     |
| (93051) 2000 SP8              | 2000 SP8             | 22 вересня 2000 | Прескоттська обсерваторія                 | Пол Комба                |
| (93052) 2000 SH9              | 2000 SH9             | 23 вересня 2000 | Сокорро (Нью-Мексико)                     | LINEAR                   |
| (93053) 2000 SR12             | 2000 SR12            | 20 вересня 2000 | Сокорро (Нью-Мексико)                     | LINEAR                   |
| (93054) 2000 SW12             | 2000 SW12            | 21 вересня 2000 | Сокорро (Нью-Мексико)                     | LINEAR                   |
| (93055) 2000 SY12             | 2000 SY12            | 21 вересня 2000 | Сокорро (Нью-Мексико)                     | LINEAR                   |
| (93056) 2000 SC13             | 2000 SC13            | 21 вересня 2000 | Сокорро (Нью-Мексико)                     | LINEAR                   |
| (93057) 2000 SE14             | 2000 SE14            | 23 вересня 2000 | Сокорро (Нью-Мексико)                     | LINEAR                   |
| (93058) 2000 SL14             | 2000 SL14            | 23 вересня 2000 | Сокорро (Нью-Мексико)                     | LINEAR                   |
| (93059) 2000 SO16             | 2000 SO16            | 23 вересня 2000 | Сокорро (Нью-Мексико)                     | LINEAR                   |
| (93060) 2000 SW20             | 2000 SW20            | 21 вересня 2000 | Обсерваторія Галеакала                    | NEAT                     |
| 93061 Барбаґалло (Barbagallo) | 2000 SX20            | 23 вересня 2000 | Обсерваторія Сан-Вітторе                  | Обсерваторія Сан-Вітторе |
| (93062) 2000 SF22             | 2000 SF22            | 19 вересня 2000 | Обсерваторія Галеакала                    | NEAT                     |
| (93063) 2000 SJ22             | 2000 SJ22            | 20 вересня 2000 | Обсерваторія Галеакала                    | NEAT                     |
| (93064) 2000 SN22             | 2000 SN22            | 20 вересня 2000 | Обсерваторія Галеакала                    | NEAT                     |
| (93065) 2000 ST22             | 2000 ST22            | 20 вересня 2000 | Обсерваторія Галеакала                    | NEAT                     |
| (93066) 2000 SU22             | 2000 SU22            | 20 вересня 2000 | Обсерваторія Галеакала                    | NEAT                     |
| (93067) 2000 SB23             | 2000 SB23            | 25 вересня 2000 | Вішнянська обсерваторія                   | Корадо Корлевіч          |
| (93068) 2000 SR24             | 2000 SR24            | 26 вересня 2000 | Бісейська станція космічного патрулювання | BATTeRS                  |
| (93069) 2000 SX24             | 2000 SX24            | 26 вересня 2000 | Бісейська станція космічного патрулювання | BATTeRS                  |
| (93070) 2000 SE25             | 2000 SE25            | 22 вересня 2000 | Сокорро (Нью-Мексико)                     | LINEAR                   |
| (93071) 2000 SD26             | 2000 SD26            | 23 вересня 2000 | Сокорро (Нью-Мексико)                     | LINEAR                   |
| (93072) 2000 SU26             | 2000 SU26            | 23 вересня 2000 | Сокорро (Нью-Мексико)                     | LINEAR                   |
| (93073) 2000 SO27             | 2000 SO27            | 23 вересня 2000 | Сокорро (Нью-Мексико)                     | LINEAR                   |
| (93074) 2000 SR27             | 2000 SR27            | 23 вересня 2000 | Сокорро (Нью-Мексико)                     | LINEAR                   |
| (93075) 2000 SE28             | 2000 SE28            | 23 вересня 2000 | Сокорро (Нью-Мексико)                     | LINEAR                   |
| (93076) 2000 SF28             | 2000 SF28            | 23 вересня 2000 | Сокорро (Нью-Мексико)                     | LINEAR                   |
| (93077) 2000 SM28             | 2000 SM28            | 23 вересня 2000 | Сокорро (Нью-Мексико)                     | LINEAR                   |
| (93078) 2000 SW28             | 2000 SW28            | 23 вересня 2000 | Сокорро (Нью-Мексико)                     | LINEAR                   |
| (93079) 2000 SX28             | 2000 SX28            | 23 вересня 2000 | Сокорро (Нью-Мексико)                     | LINEAR                   |
| (93080) 2000 SK29             | 2000 SK29            | 24 вересня 2000 | Сокорро (Нью-Мексико)                     | LINEAR                   |
| (93081) 2000 SP29             | 2000 SP29            | 24 вересня 2000 | Сокорро (Нью-Мексико)                     | LINEAR                   |
| (93082) 2000 SL32             | 2000 SL32            | 24 вересня 2000 | Сокорро (Нью-Мексико)                     | LINEAR                   |
| (93083) 2000 SC33             | 2000 SC33            | 24 вересня 2000 | Сокорро (Нью-Мексико)                     | LINEAR                   |
| (93084) 2000 SD34             | 2000 SD34            | 24 вересня 2000 | Сокорро (Нью-Мексико)                     | LINEAR                   |
| (93085) 2000 SE35             | 2000 SE35            | 24 вересня 2000 | Сокорро (Нью-Мексико)                     | LINEAR                   |
| (93086) 2000 SU35             | 2000 SU35            | 24 вересня 2000 | Сокорро (Нью-Мексико)                     | LINEAR                   |
| (93087) 2000 SK36             | 2000 SK36            | 24 вересня 2000 | Сокорро (Нью-Мексико)                     | LINEAR                   |
| (93088) 2000 SO36             | 2000 SO36            | 24 вересня 2000 | Сокорро (Нью-Мексико)                     | LINEAR                   |
| (93089) 2000 SX36             | 2000 SX36            | 24 вересня 2000 | Сокорро (Нью-Мексико)                     | LINEAR                   |
| (93090) 2000 SF37             | 2000 SF37            | 24 вересня 2000 | Сокорро (Нью-Мексико)                     | LINEAR                   |
| (93091) 2000 SG38             | 2000 SG38            | 24 вересня 2000 | Сокорро (Нью-Мексико)                     | LINEAR                   |
| (93092) 2000 SN38             | 2000 SN38            | 24 вересня 2000 | Сокорро (Нью-Мексико)                     | LINEAR                   |
| (93093) 2000 SB39             | 2000 SB39            | 24 вересня 2000 | Сокорро (Нью-Мексико)                     | LINEAR                   |
| (93094) 2000 SF39             | 2000 SF39            | 24 вересня 2000 | Сокорро (Нью-Мексико)                     | LINEAR                   |
| (93095) 2000 SL39             | 2000 SL39            | 24 вересня 2000 | Сокорро (Нью-Мексико)                     | LINEAR                   |
| (93096) 2000 SN39             | 2000 SN39            | 24 вересня 2000 | Сокорро (Нью-Мексико)                     | LINEAR                   |
| (93097) 2000 SP39             | 2000 SP39            | 24 вересня 2000 | Сокорро (Нью-Мексико)                     | LINEAR                   |
| (93098) 2000 ST39             | 2000 ST39            | 24 вересня 2000 | Сокорро (Нью-Мексико)                     | LINEAR                   |
| (93099) 2000 SY39             | 2000 SY39            | 24 вересня 2000 | Сокорро (Нью-Мексико)                     | LINEAR                   |
| (93100) 2000 SV41             | 2000 SV41            | 24 вересня 2000 | Сокорро (Нью-Мексико)                     | LINEAR                   |